# Banovszky György
Banovszky György (? – Zsolna, 1561. április 22.) evangélikus lelkész, városbíró.

## Élete
1525-ben evangélikus lelkész Bánócon Trencsén megyében; 1550-ben zsolnai iskolaigazgató volt és 1553-ban Zsolna város bírája. Itt halt meg 1561. április 22-én, amint ezt Turszky András naplójában följegyezte.

## Munkái
Egyházi énekeket írt cseh-szlovák nyelven és kiadta Tranoscius cancionaléját.